# 阿尔孔维尔
阿尔孔维尔（法語：Arconville，法語發音：[aʁkɔ̃vil]）是法国奥布省的一个市镇，属于奥布河畔巴尔区。

## 地理
阿尔孔维尔（48°9'46"N, 4°43'21"E）面积15 平方千米，位于法国大東部大區奥布省，该省份为法国中北部省份，北起马恩省，西接塞纳-马恩省，西南至约讷省，东南至科多尔省，东临上马恩省。
与阿尔孔维尔接壤的市镇（或旧市镇、城区）包括：巴罗维尔、尚皮尼奥勒-莱蒙德维尔、于尔维尔、维尔苏拉费泰。

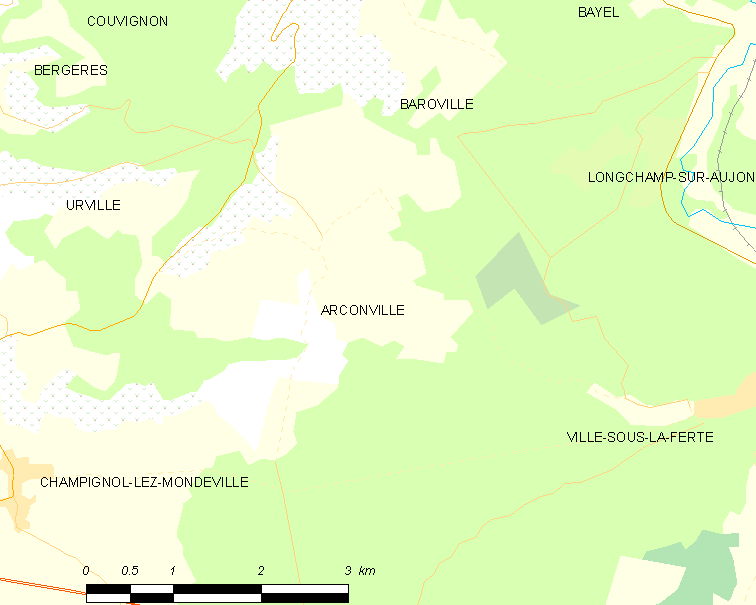
阿尔孔维尔的OSM定位图

阿尔孔维尔的时区为UTC+01:00、UTC+02:00（夏令时）。

## 行政
阿尔孔维尔的邮政编码为10200，INSEE市镇编码为10007。

## 政治
阿尔孔维尔所属的省级选区为奥布河畔巴尔县。

## 人口

1962-2008年间阿尔孔维尔人口变化图示

阿尔孔维尔于2022年1月1日时的人口数量为107人。